# Julius Schaaf
Julius Jakob Schaaf (* 1. Oktober 1910 in Berlin; † 3. März 1994 in Landau in der Pfalz) war ein deutscher Philosoph.

## Leben
Julius Schaaf nahm nach dem Abitur ein Studium der Philosophie auf, das er während eines Fronturlaubs 1943 an der Eberhard Karls Universität Tübingen mit dem Erwerb des akademischen Grades eines Dr. phil. abschloss. Nachdem Schaaf sich im selben Jahr habilitiert hatte, folgte er 1949 einem Ruf auf den Lehrstuhl für Philosophie der Johann Wolfgang Goethe-Universität Frankfurt am Main, den er bis zu seiner Emeritierung 1975 ausfüllte. Danach lehrte Schaaf bis zu seinem Tod weiter Philosophie an der Universität Koblenz-Landau.
Schaaf –  beeinflusst unter anderem von Johannes Rehmke und Heinrich Barth – widmete sich in seiner wissenschaftlichen Arbeit insbesondere der Naturphilosophie, Wissenssoziologie sowie der Begründung der Philosophie als Beziehungswissenschaft, der sogenannten Relationsphilosophie.
Zu seinen Schülern zählen Dieter Leisegang, Christoph von Wolzogen, Wilhelm Friedrich Niebel und Claus Zittel.

## Schriften
- Untersuchungen zu den Phänomenen des Wissens und des Selbstbewusstseins, zugleich eine Auseinandersetzung mit der grundwissenschaftlichen Psychologie, 1944.
- Geschichte und Begriff, Eine kritische Studie zur Geschichtsmethodologie von Ernst Troeltsch und Max Weber. Dissertation. Mohr Siebeck Verlag, Tübingen 1946.
- Über Wissen und Selbstbewusstsein : In Form einer Auseinaudersetzung mit der grundwissenschaftlichen Philosophie. Habilitationsschrift. Verlag Dr. Roland Schmiedel, Stuttgart 1947.
- Grundprinzipien der Wissenssoziologie. Felix Meiner Verlag, Hamburg 1956.
- Beziehung und Idee. Eine platonische Besinnung. In: Kurt Flasch (Hrsg.): Parusia. Studien zur Philosophie Platons und zur Problemgeschichte des Platonismus. Frankfurt 1965, S. 3–20.
- Beziehung und Beziehungsloses (Absolutes). Vittorio Klostermann Verlag, Frankfurt am Main 1966.